# Prismă (optică)

Schemă pentru refracția luminii, unde i este unghiul de incidență (unghiul dintre raza de lumină incidentă și normala la suprafață în punctul de incidență) și r este unghiul de refracție (unghiul dintre raza de lumină refractată și normala la suprafață în punctul de incidență); similar pe a doua fațetă a prismei

Realizată de Prună Dragoș-Luca. În optică, o prismă este un element optic transparent cu laturi netede, lustruite, care refractă lumina. Unghiurile exacte între fețele prismei depind de contextul în care este folosită. De obicei se folosește o prismă triunghiulară, iar în limbaj colocvial termenul prismă se referă numai la acest tip de prismă. Uneori prisma optică nu este construită în forma unei prisme în sens geometric. Prismele folosite astăzi pot fi fabricate din sticlă sau din orice alt polimer transparent, aceasta depinzând de scopul în care urmează să fie utilizată.
Relațiile geometrice ale prismei sunt:
{\displaystyle ~\sin i=n\sin r} {\displaystyle \left(1\right)}
{\displaystyle ~n\sin r'=\sin i'} {\displaystyle \left(2\right)}
{\displaystyle ~\delta =i+i'-(r+r')=i+i'-A} {\displaystyle \left(3\right)}

## Condiția de emergență
Pentru ca o rază să iasă pe fața AC odată intrată pe fața AB, este necesar ca pe fața AC să nu se producă o reflexie totală. Matematic se impune:
{\displaystyle ~r'\leq l} {\displaystyle \left(4\right)}